# Agrotikos Asteras
Agrotikos Asteras (Grieks: Αγροτικός Αστηρ Ευόσμου Π.Μ.Α.Σ.) is een Griekse voetbalclub uit Evosmos (Thessaloniki). De club werd in 1932 opgericht.